# Graphcore
Graphcore és una empresa britànica de semiconductors que desenvolupa acceleradors per a IA i aprenentatge automàtic. Té com a objectiu fer una unitat de processament d'intel·ligència (IPU) massivament paral·lela que contingui el model complet d'aprenentatge automàtic dins del processador.

## Història
Graphcore va ser fundada el 2016 per Simon Knowles i Nigel Toon.
A la tardor del 2016, Graphcore va aconseguir una primera ronda de finançament liderada per Robert Bosch Venture Capital. Altres patrocinadors inclouen Samsung, Amadeus Capital Partners, C4 Ventures, Draper Esprit, Foundation Capital i Pitango.
El juliol del 2017, Graphcore va aconseguir un finançament de la ronda B liderat per Atomico, que va ser seguit uns mesos més tard per 50 milions de dòlars en finançament de Sequoia Capital.
El desembre de 2018, Graphcore va tancar la seva sèrie D amb 200 milions de dòlars recaptats amb una valoració de 1.700 milions de dòlars, convertint l'empresa en un unicorn. Entre els inversors hi havia Microsoft, Samsung i Dell Technologies.
El 13 de novembre del 2019, Graphcore va anunciar que les seves IPU Graphcore C2 estan disponibles per a la vista prèvia a Microsoft Azure.
Meta Platforms va adquirir l'equip de tecnologia de xarxes d'IA de Graphcore a principis del 2023.

## Productes
El 2016, Graphcore va anunciar la primera cadena d'eines de gràfics del món dissenyada per a la intel·ligència de màquines anomenada Poplar Software Stack.
El juliol de 2017, Graphcore va anunciar el seu primer xip, anomenat Colossus GC2, un "processador de tecnologia de 16 nm i de punt flotant de precisió mixta massivament paral·lel", disponible per primera vegada el 2018. Empaquetat amb dos xips en una única targeta PCI Express anomenada Graphcore C2 IPU (una unitat de processament d'intel·ligència), es diu que realitza el mateix paper que una GPU juntament amb marcs d'aprenentatge automàtic estàndard com TensorFlow. El dispositiu es basa en la memòria del bloc de notes per al seu rendiment en lloc de les jerarquies de memòria cau tradicionals.